# Football Club Roskilde
Maillots
Dernière mise à jour : 10 septembre 2023.
Le FC Roskilde est un club de football danois basé à Roskilde.

## Palmarès
- Champion du Danemark de troisième division
  - Vainqueur (Groupe Est) : 2008 et 2014